# لونئین
لونئین (به صربی: Lonjin) یک روستا در صربستان است که در Ljubovija واقع شده‌است.